# Нуну да Коста
Нуну да Коста (порт. Nuno da Costa, нар. 10 лютого 1991, Прая) — кабовердійський футболіст, нападник турецького клубу «Касимпаша».
Виступав, зокрема, за клуби «Страсбур» та «Осер», а також національну збірну Кабо-Верде.

## Клубна кар'єра
Народився 10 лютого 1991 року в місті Прая. Вихованець футбольної школи клубу «Уніо Меркс».
У дорослому футболі дебютував 2011 року виступами за команду «Обань», у якій провів чотири сезони, взявши участь у 88 матчах чемпіонату. 
Протягом 2015—2017 років захищав кольори клубу «Валансьєнн».
Своєю грою за останню команду привернув увагу представників тренерського штабу клубу «Страсбур», до складу якого приєднався 2017 року. Відіграв за команду зі Страсбурга наступні три сезони своєї ігрової кар'єри. Більшість часу, проведеного у складі «Страсбура», був основним гравцем атакувальної ланки команди.
Згодом з 2020 по 2022 рік грав у складі команд «Ноттінгем Форест», «Рояль Ексель Мускрон» та «Кан».
У 2022 році уклав контракт з клубом «Осер», у складі якого провів наступний рік своєї кар'єри гравця. Граючи у складі «Осера» також здебільшого виходив на поле в основному складі команди.
До складу клубу «Касимпаша» приєднався 2023 року. Станом на 24 вересня 2023 року відіграв за стамбульську команду 10 матчів у національному чемпіонаті.

## Виступи за збірну
У 2016 році дебютував в офіційних матчах у складі національної збірної Кабо-Верде.
| Дата     | Місто            | Господарі           | Результат | Гості      | Турнір                                  | Голи | Примітки |
| -------- | ---------------- | ------------------- | --------- | ---------- | --------------------------------------- | ---- | -------- |
| 4-6-2016 | Сан-Томе (місто) | Сан-Томе і Принсіпі | 1 – 2     | Кабо-Верде | Відбір до Кубка африканських націй 2017 | 1    | 73'      |
| Усього   |                  | Матчів              | 1         |            | Голів                                   | 1    |          |